# Dyckia odorata
Dyckia odorata är en gräsväxtart som beskrevs av Lyman Bradford Smith. Dyckia odorata ingår i släktet Dyckia och familjen Bromeliaceae. Inga underarter finns listade i Catalogue of Life.